# Fanny Palmén
Fanny Amalia Palmén, född 1 juli 1842 i Helsingfors, död där 20 februari 1905, var en finländsk lärare och filantrop. Hon var dotter till senatorn Johan Philip Palmén och halvsyster till industrimannen Evert Palmén.
Palmén arbetade på olika sätt till förmån för nödlidande i Helsingforsslummen. 1878 blev hon föreståndare för en privat skola som grundades för barnen i det så kallade Antipoffska huset vid Unionsgatan, en byggnad där omkring 600 personer bodde under fattiga  förhållanden. Barnen fick lära sig att läsa och skriva samt dessutom olika praktiska färdigheter.
Palmén bidrog verksamt till grundandet av Konkordiaförbundet 1885 och var dess sekreterare i tjugo år. Hon var också aktiv medlem i kvinnosaksförbundet Unionen och martharörelsen.